# Underbart
Underbart är ett album av det svenska dansbandet Arvingarna, utgivet på Dansbandsbolaget 25 november 2009, och som bland annat innehåller låten "Livet är underbart", ledmotiv till filmen "Så olika",  samt covers på Hemma hos mig igen (Talk Back Trembling Lips), tidigare inspelad av bland andra Flamingokvintetten, Streaplers "Bara 15 år"  och Mcflys I wanna hold you.
Det nådde som högst 35:e plats på den svenska albumlistan.

## Låtlista
| Nr  | Titel                                             | Låtskrivare                                    | Sång     | Längd |
| --- | ------------------------------------------------- | ---------------------------------------------- | -------- | ----- |
| 1.  | "Livet är underbart"                              | Lasse Larsson, Kim Carlsson, Tommy Carlsson    | Casper   | 2.57  |
| 2.  | "Kärlek överallt"                                 | Erlandsson, Andreasson, Ingela "Pling" Forsman | Lasseman | 3.05  |
| 3.  | "Alice i ett underland"                           | Erlandsson, Andreasson, Wassenius              | Kim      | 3.07  |
| 4.  | "Hemma hos mig igen" ("Talk Back Trembling Lips") | J Laudermilk, H. Carlsson                      | Tommy    | 3.00  |
| 5.  | "Bara 15 år"                                      | Lasse Larsson, Kim Carlsson, Tommy Carlsson    | Lasseman | 3.20  |
| 6.  | "California Dreamin'"                             | John Phillips, Michelle Phillips               | Casper   | 3.12  |
| 7.  | "Hon är oslagbar"                                 | J. Lengstrand, Pilebo, Gert Lengstrand         | Casper   | 3.06  |
| 8.  | "Lever en dröm"                                   | Erlandsson, Andreasson                         | Kim      | 3.06  |
| 9.  | "Hela världen är du och jag"                      | Erlandsson, Andreasson, Wassenius, Arvingarna  | Casper   | 2.58  |
| 10. | "Amelie"                                          | Lasse Larsson, Gert Lengstrand                 | Tommy    | 3.05  |
| 11. | "När vinden har vänt"                             | S. Ericsson, Ulf Georgsson                     | Lasseman | 3.36  |
| 12. | "I Wanna Hold You"                                | Tom Fletcher, Danny Jones, Dougie Poynter      | Casper   | 2.47  |
| 13. | "Förlorad i dig"                                  | J. Lengstrand, Gert Lengstrand                 | Lasseman | 3.27  |

- Stråkarrangemang: Mattias Bylund
- Violin: Mattias Johansson
- Viola: Irene Bylund
- Cello: David Bukovinszky

## Listplaceringar
| Lista (2009) | Topplacering |
| ------------ | ------------ |
| Sverige      | 35           |